# Berliet PSF
Unter der Typenbezeichnung Berliet PSF wurden vom französischen Kraftfahrzeughersteller Berliet in Lyon ab 1937 Omnibusse mit Tiefbettrahmen gebaut.

## Geschichte und Technik
Der Berliet PSF war im Prinzip eine verlängerte Version des Berliet PSA, um statt 23 Passagieren deren 27 befördern zu können. Von dieser Variante gab es nur den Berliet PSF6. Steuerlich war das Fahrzeug mit 15 CV eingestuft, die bei 1800/min entwickelte Höchstleistung wird – wie damals allgemein in Frankreich üblich – nicht genannt, dürfte aber bei etwa 60 PS gelegen haben. Die übrigen technischen Daten können der Info-Box entnommen werden.
Die allgemeine Betriebserlaubnis wurde im Februar 1937 erteilt. 1937 wurden 61 Stück, 1938 noch ein weiteres Exemplar gebaut.

### Originalquellen
Eine Publikation, in der alle vor 1945 gebauten Berliet-Typen individuell abgehandelt wären, gibt es nicht. Neben der unten erwähnten Literatur wurde auf folgende in der Fondation Berliet verwahrte Originalunterlagen zurückgegriffen:
- "Fiches des Mines": Es handelt sich um die Unterlagen zur Erteilung einer allgemeinen Betriebserlaubnis, hierfür ist in Frankreich der "Inspecteur des mines" sachlich zuständig. Diese Unterlagen sind chronologisch geordnet und nummeriert. Nicht zu jedem Typ bzw. Variante gibt es entsprechende Unterlagen, teils, weil sie wohl als Untervarianten eines Typs verstanden wurden, für den eine gesonderte Erlaubnis nicht erforderlich war, teils wohl, weil diese Unterlagen im Laufe der letzten 100 Jahre verlorengegangen sind. Bei Militärtypen gibt es Hinweise, dass eine Betriebserlaubnis direkt durch militärische Dienststellen erfolgte, was entsprechende "fiches des mines" überflüssig machte. Die Quellenbezeichnung lautet: "Fiches No...."
- "Etat des véhicules utilitaires et autobus declares aux mines depuis 1920", eine 15-seitige Zusammenstellung vom 1. Dezember 1941, enthält insbesondere die reservierten Chassisnummernbänder, die jedoch vielfach nicht vollständig ausgeschöpft wurden, einige Typen bzw. Varianten werden nicht erwähnt, Quellenbezeichnung lautet: "Etat S..."
- "Nombre de véhicules construits de 1930 à 1942", siebenseitige Zusammenstellung der zwischen 1930 und 1942 gebauten Stückzahlen an Nutzfahrzeugen, erstellt wohl 1943, erste Seite teilweise irreparabel verderbt, teilweise werden mehrere Typen bzw. Varianten zusammengefasst, Quellenbezeichnung lautet: "Nombre S...."

### Sonstige Literatur
- Monique Chapelle: Berliet. 1. Auflage. EMCE, Saint-Chamond 2016, ISBN 978-2-35740-049-8.
- Christophe Puvilland: Berliet 1905–1978, toute la gamme omnibus, autocars, autobus et trolleybus. 1. Auflage. histoire&collections, Paris 2008, ISBN 978-2-35250-059-9.
- François Vauvillier: Tous les Berliet militaires 1914–1940, vol.1: les camions. histoire&collections, Paris 2019, ISBN 978-2-35250-496-2.